# Frank Rogall
Frank Rogall (* 13. September 1961) ist ein ehemaliger deutscher Leichtgewichts-Ruderer, der bei Weltmeisterschaften eine Goldmedaille und zwei Silbermedaillen gewann.

## Karriere
Frank Rogall nahm viermal an Weltmeisterschaften teil, dreimal im Leichtgewichts-Vierer ohne Steuermann und einmal im Leichtgewichts-Achter. Bei seinem ersten Weltmeisterschaftsstart 1983 in Duisburg belegte er mit dem Vierer zusammen mit Dirk Habermann, Thomas Rüth und Uwe Habermann den neunten Platz. 1984 in Montreal war Rogall der einzige Verbliebene aus dem Vorjahres-Vierer. Ansgar Wessling, Frank Rogall, Thomas Jäckel und Wolfgang Birkner erruderten die Silbermedaille mit 0,34 Sekunden Rückstand auf die Spanier. 1985 in Hazewinkel saß für Ansgar Wessling Alwin Otten im Boot, der deutsche Vierer gewann den Titel mit zweieinhalb Sekunden Vorsprung vor dem italienischen Vierer. 1986 in Nottingham waren Otten, Rogall und Birkner Mitglieder des Leichtgewichts-Achters, der mit zwei Sekunden Rückstand auf die italienische Crew die Silbermedaille erkämpfte.
Frank Rogall startete für den Essener Ruderklub am Baldeneysee. Beim Deutschen Meisterschaftsrudern siegte er 1983, 1985 und 1986 mit dem Leichtgewichts-Vierer. 1983 und 1985 gewann er auch im Leichtgewichts-Achter.
In den 2020er Jahren war Rogall als Trainer beim Ruderclub Undine Radolfzell tätig.